# Carl Peters (Unternehmer, 1868)
Carl Adolf Theodor Peters (* 29. Februar 1868 in Güstrow; † 18. Februar 1936 in Köln) war ein deutscher Unternehmer und Handelskaufmann aus Köln.

## Werdegang

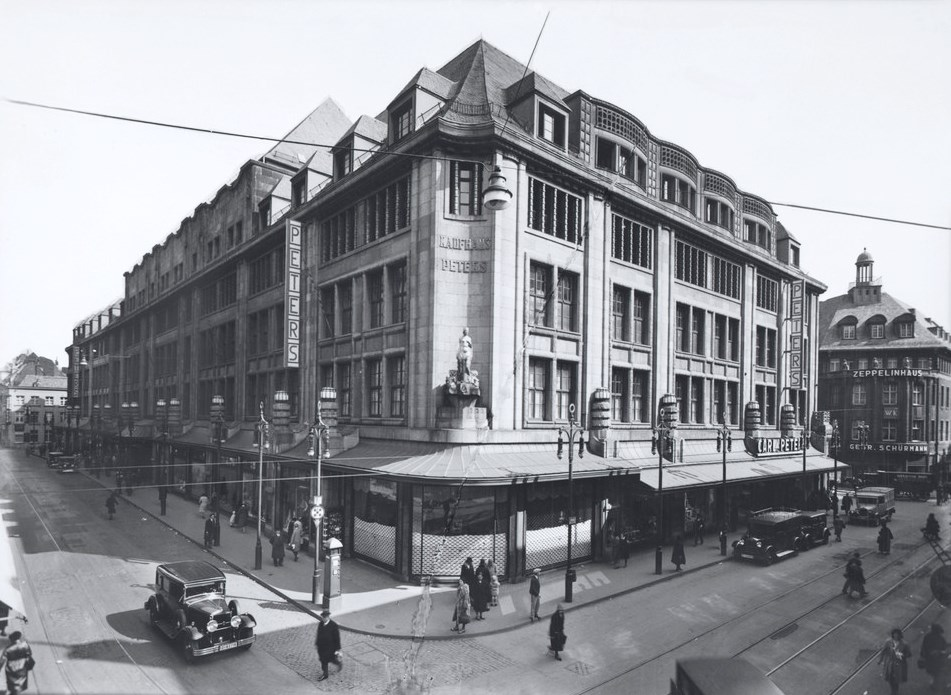
Kaufhaus Carl Peters, Köln, Breite Straße (1914)

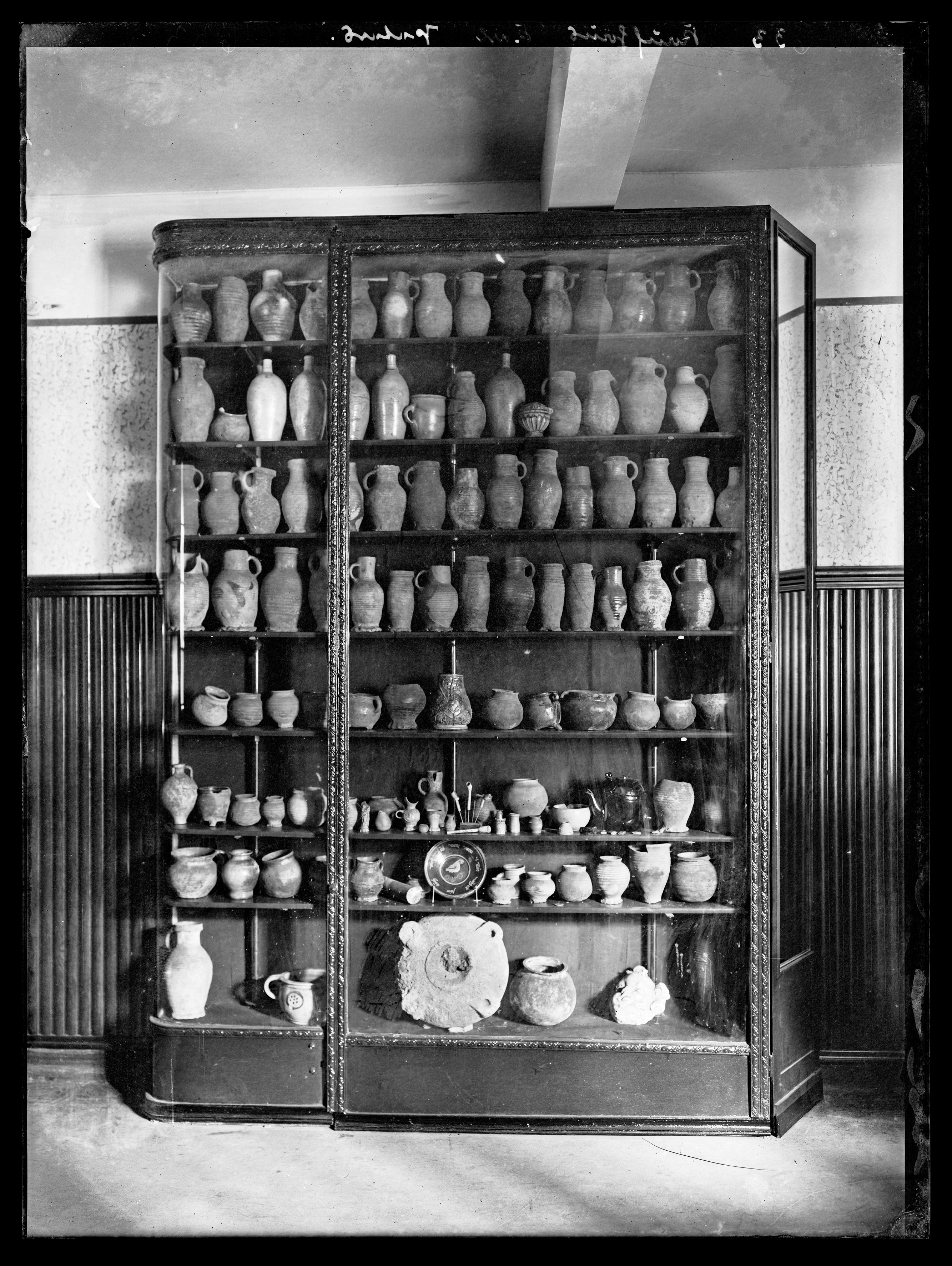
Verkaufsvitrine mit antiken Tongefäßen

Carl Peters wuchs als eines von sechs Kindern in Güstrow in einfachen Verhältnissen auf und trug bereits ab 1876 durch Botengänge zum Unterhalt der Familie bei. Im April 1882 begann er eine kaufmännische Lehre bei Bernhard Meyer & Co. Hamburger Engros-Lager in Güstrow, ging 1886 nach Hamburg und besorgte sich dort einen Kredit von 60.000 Mark für eine Unternehmensgründung. Peters reiste mit dem Geld 1891 nach Köln und mietete sich im Haus Breite Straße 52 ein 160 m² großes Ladenlokal.
Carl Peters begann dort am 26. September 1891 mit neun Verkäufern den Verkauf von Gemischtwarenartikeln und expandierte 1895 durch die Übernahme von zwei Etagen des Restaurants „Neue Welt“. Peters erwarb im Jahre 1900 das 1832 vom Kölner Kaufmann Wilhelm Christians erbaute Gut Eichthal in Overath und baute es ab 1903 um. Peters selbst wohnte in Köln-Lindenthal, Haydnstraße 19. Er erwarb 1908 an der Hämergasse ein Grundstück und dann 1909 an der nahegelegenen Breite Straße 103 drei benachbarte Grundstücke und ließ den Kölner Architekten Carl Moritz ab 1910 das in drei Bauabschnitten erbaute große Kaufhaus Carl Peters (KCP) errichten, dessen Baublock an fünf Straßen grenzte (Breite Straße 103–135 / Zeppelinstraße 10–16 / Hämergasse / Richmodstraße / Am alten Posthof) und 1914 eingeweiht wurde. Hinter der 350 Meter langen Straßenfront und 100 Schaufenstern verbargen sich 24.000 m² Verkaufsfläche. Das nach ihm benannte Kaufhaus führte ein umfangreiches Angebot von „Kleider- und Seidenstoffen, Besatzartikeln und Spitzen, Hüten, Leinen, Weißwaren, Futterstoffen“ bis hin zu neuesten Modellen der Damen- und Herrenkonfektion und wurde somit zu einer der bekannten Einkaufsadressen in der Kölner Region. Mit über 1.000 Angestellten besaß er spätestens seit 1929 das größte Warenhaus Westdeutschlands.
Peters schrieb in der Mecklenburgischen Tageszeitung über sich und die kargen beschwerlichen Verhältnisse während seiner Kindheit: „Am Schalttag des Jahres 1868 wurde ich in Güstrow geboren.“ Peters ließ sich 1904 vom Architekten Ludwig Paffendorf das Wohnhaus Elisenstraße 8 errichten, Paffendorf baute auch die Villa für die Kinder Andreas Peters (1923/1924, Haydnstraße 19) und Charlotte Peters (1928/1929, Brahmsstraße 10).

## Tod und Weiterführung des Kaufhauses
Da Peters am 18. Februar 1936 in Köln starb, erlebte er die Kriegsjahre nicht mehr mit. Das Kaufhaus Carl Peters brannte nach Bombenangriffen am 31. Mai 1942 aus, das „zur Versorgung Kölns notwendige Unternehmen“ zog mit seinen Lagerbeständen in das Kunstgewerbemuseum. Am 2. März 1945 führten weitere Bombenangriffe zu seiner Totalzerstörung. Bereits im Juni 1948 fand eine provisorische Wiedereröffnung statt. Die offizielle Neueröffnung erfolgte am 26. September 1949, genau 58 Jahre nach seiner Gründung. Seine Erben führten das Kaufhaus bis Juli 1960 fort, danach übernahm Karstadt das Kaufhaus Carl Peters, dessen Hausfront aus der Gründerzeit teilweise noch heute erhalten ist.
Peters Tochter Charlotte Peters vermachte das Gut Eichthal 1988 der Stadt Overath.